# Ceromitia centrologa
Ceromitia centrologa is een vlinder uit de familie van de langsprietmotten (Adelidae). De wetenschappelijke naam van de soort is voor het eerst geldig gepubliceerd door Meyrick in 1937.
De soort komt voor in tropisch Afrika.